# Conservatorio Superior de Música "Manuel Massotti Littel"
Conservatorio Superior de Música "Manuel Massotti Littel" is een conservatorium in Murcia en werd opgericht in 1917. Het Conservatorio Superior de Música "Manuel Massotti Littel" is een school in het hoger onderwijs voor de opleiding tot professioneel musicus of andere betrokken disciplines. 

## Historie
De toenmalige Spaanse minister voor landsverdediging en een lokale politicus Isidoro de la Cierva Peñafiel waren de initiators voor het ontstaan van het conservatorium. Een ingezette commissie kon al spoedig een aantal professoren voor verschillende disciplines aanstellen, onder andere Ángel Larroca, maestro de capilla aan de plaatselijke kathedraal en auteur van diverse composities, Pedro Muñoz Pedrera een in Murcia bekende leraar voor solfège en componist van diverse militaire marsen, Antonio Puig, de vader van de uit Murcia afkomstige bekende pianiste Anita Puig, Beatriz Martínez Arroyo, Antonio Puche, Mariano Sanz leraren voor viool en altviool en Emilio Ramírez voor harmonieleer. In 1972 werd het als Conservatorio Superior geklasseerd. 
Het conservatorium biedt onder andere cursussen in de volgende vakgebieden:
- Muziektheorie en analyse, compositie, orkestdirectie, HaFa-directie
- instrumentale muziek (klassiek en hedendaags), kamermuziek
- Vocale muziek
- Oude muziek
- Muziekpedagogiek en lerarenopleiding
- Musicologie